# Event (Analysemuster)

Entitäten-Diagramm des Event Analysemusters

Event ist ein Analysemuster von Martin Fowler, gehört dort zu den Accounting Patterns und beschreibt ein für Konten (Accounts) relevantes Ereignis, das eingetreten ist. Die Konsequenzen für das oder die Konten, die aus diesem Ereignis folgen, werden wiederum im Pattern Accounting Entry beschrieben.

## Beispiel
- Ein Verkauf
- Ein Kunde hat 52 kWh Strom verbraucht
- Ein Mitarbeiter wurde befördert

## Eigenschaften
Eines der entscheidenden Eigenschaften ist, dass der Ausgangspunkt eines Event unveränderbar ist, nachdem es erstellt worden ist. Im Beispiel einer Kreditkartenzahlung wären dieser Ausgangspunkt „Wer hat wann wo was bezahlt“.
Von grundlegender Wichtigkeit für das Event sind die Zeitstempel „Wann ist es passiert“ und „Wann wurde es festgehalten“. Es ist möglich, nur mit einem oder mit mehreren Zeitstempeln zu arbeiten. Es sollte aber klar beschrieben sein, wofür welcher Zeitstempel steht (Eingangszeit, Bearbeitungszeit etc.)
Veränderungen an diesem Ausgangspunkt müssen mit Hilfe des Mechanismus Reversal Adjustment durchgeführt werden. Das entspricht in etwa einer Gegenbuchung, die ebenso einen Event darstellt.

## Verwendungszweck
Events können sehr nützlich sein, um Änderungen an einem System festzuhalten. Jede Änderung benötigt ein auslösendes Event, welches alle benötigten Informationen hat. Dadurch ist es möglich, Änderungen im System zuverlässig zu protokollieren.